# Coenonympha unipuncta
Coenonympha unipuncta är en fjärilsart som beskrevs av Barend J. Lempke 1957. Coenonympha unipuncta ingår i släktet Coenonympha och familjen praktfjärilar. Inga underarter finns listade i Catalogue of Life.